# Дженкем
Дженкем (от англ. jenkem) — это, согласно городским легендам, ингаляционный наркотик с галлюциногенными свойствами, полученный путем брожения мочи и кала. В середине девяностых пошли слухи о том, что это самый популярный уличный наркотик среди беспризорников Замбии. Якобы они помещали кал и мочу в пластиковую бутылку и, натянув на горлышко воздушный шарик, оставляли ее для ферментации на солнце, а после вдыхали образовавшиеся газы. В ноябре 2007 года по США прошла волна паники в связи с многочисленными сообщениями о том, что дженкем становится популярным рекреационным наркотиком среди молодежи, однако впоследствии стало ясно, что истерия СМИ была вызвана интернет-мистификацией.

## Описание
Название происходит от южноафриканского бренда «Genken», ставшим «общим именем всех клеев, употребляемых токсикоманами». В книге Дети СПИДа: кризис сирот в Африке Эммы Гэст производство дженкема описывается так: «собранные из канализации человеческие испражнения помещают в полиэтиленовый пакет, завязывают его и оставляют примерно на неделю, пока там не возникнут зловонные, опьяняющие пары» Схожим образом процесс описан в статье новостного агентства IPS от 1995 года: «Людские экскременты зачерпывают из канализационных труб, помещают в пластиковые бутылки, закрывают те пакетами и оставляют всё бродить на неделю». В статье BBC 1999 года писали: «…темными, похожими на землю кусками они набивали литровые пластиковые бутылки. Слегка постукивая, они уплотняли массу, чтобы для метана оставалось достаточно места».
По заверению некоторых наркоманов, эффекты от употребления дженкема длятся приблизительно час и включают аудиальные и визуальные галлюцинации. В 1995 году некий экспериментатор утверждал, что дженкем «более психоактивен, чем марихуана». В интервью 1999 года, один из токсикоманов в интервью признался: «Под клеем я просто слышу голоса, а вот дженкем вызывает зрительные галлюцинации. Зачастую я вижу свою покойную матушку и забываю обо всех проблемах». Фумито Ичиноси, анестезиолог из Бостона, исследовавший воздействие сероводорода, или канализационного газа, на мышах, проинформировал сайт Salon.com, что «вдыхание подобных газов, вроде дженкема, может привести к гипоксии, то есть недостатку кислорода в теле, что может в какой-то мере вызвать эйфорию, но наверняка вредит здоровью».